# Peter Haubner

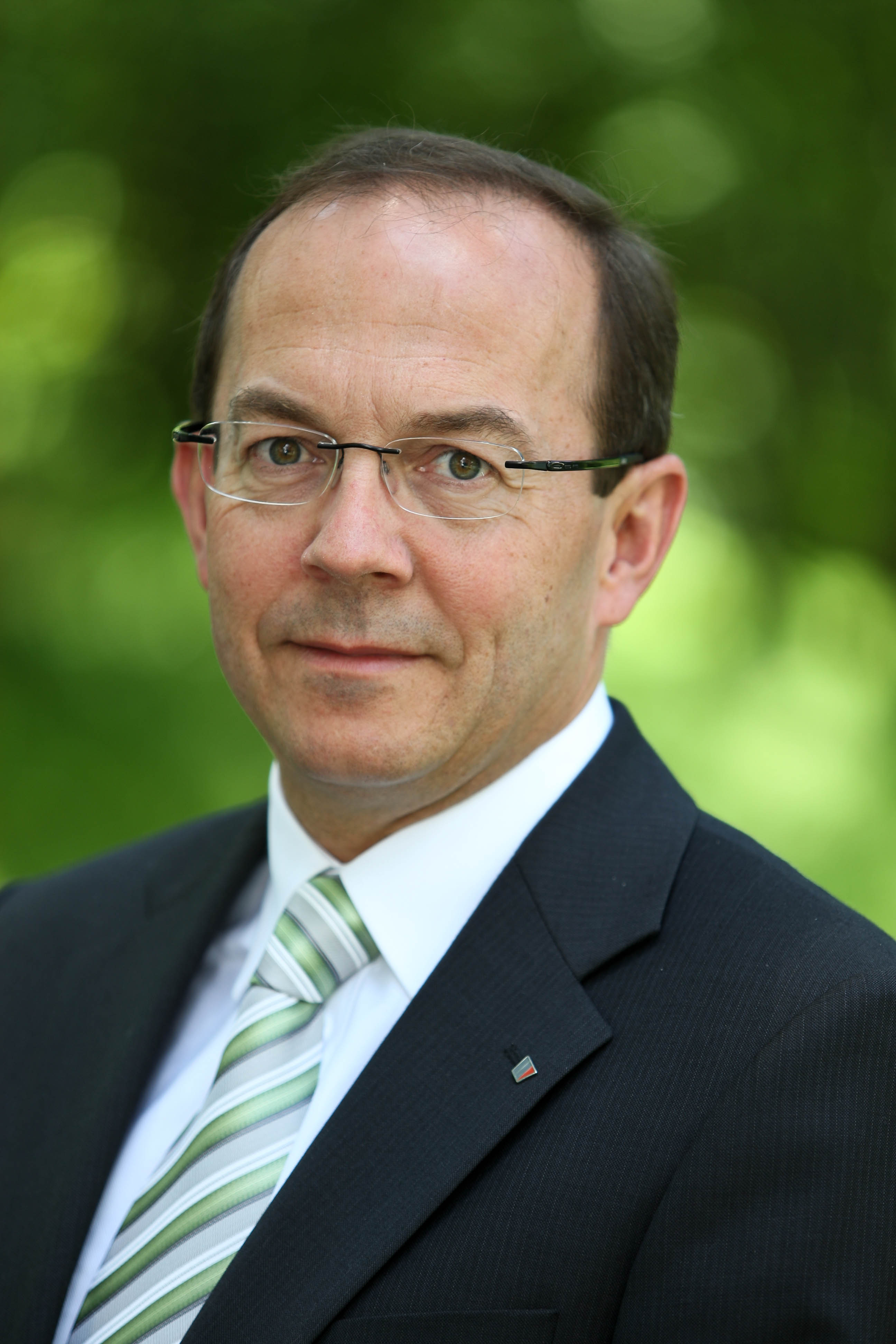
Peter Haubner (2009)

Peter Haubner (* 2. Jänner 1960 in Salzburg) ist ein österreichischer Politiker (ÖVP) und Abgeordneter im Nationalrat. Von 2008 bis 2017 war Haubner Generalsekretär des Österreichischen Wirtschaftsbundes. Seit 2018 ist er Vorsitzender des Vorstandes des Österreichischen Genossenschaftsverbandes. Seit dem 24. Oktober 2024 bekleidet Haubner das Amt des Zweiten Nationalratspräsidenten.

## Ausbildung und Beruf
Haubner besuchte von 1966 bis 1970 die Volksschule in St. Andrä und von 1970 bis 1978 das Realgymnasium in Salzburg. Nach der Externistenmatura leistete er 1979 seinen Präsenzdienst ab.
Von 1979 bis 1981 arbeitete Haubner als Kundenberater der Oberbank Salzburg, von 1981 bis 1985 war er im Marketing der Ersten Allgemeinen Versicherung tätig. 1985 wechselte er zur Wirtschaftskammer Salzburg, wo er bis 1994 beschäftigt war. Danach übernahm Haubner bis 1995 die Leitung einer Werbeagentur und war zwischen 1996 und 1998 erneut für die Wirtschaftskammer Salzburg tätig. In dieser Zeit war er unter anderem in der Geschäftsführung der Olympiabewerbung der Stadt Salzburg aktiv. 1997 gründete er die Haubner & Haubner KG, ein Unternehmensberatungsunternehmen, und übernahm in dieser die Geschäftsführung. 1999 stieg er in die Marketingleitung der Großglockner Hochalpenstraßen AG ein, für die er bis 2004 tätig war.
Seit 2018 ist Peter Haubner Vorsitzender des Vorstandes des Österreichischen Genossenschaftsverbandes.
Seit 1983 ist er Mitglied der katholischen Studentenverbindung KSHV Lodronia Salzburg im ÖCV. 2014 erfolgte die Aufnahme in die Bruderschaft von Santa Maria dell’Anima („Animabruderschaft“).

## Politik
Haubner war zwischen 2000 und 2004 Fachgruppenvorsteher-Stellvertreter in der Wirtschaftskammer Salzburg (Fachgruppe der Freizeitbetriebe Salzburg). Seit 2001 vertritt er die ÖVP im österreichischen Nationalrat. Von 2004 bis 2005 übernahm Haubner die Geschäftsführung der Salzburger Volkspartei. Von 2006 bis 2008 war er Bezirksstellenobmann der Wirtschaftskammer Salzburg-Stadt. Außerdem war Peter Haubner von 2006 bis 2018 Obmann des Wirtschaftsbundes Salzburg-Stadt. Von 2011 bis 2013 war Haubner Energiesprecher der Österreichischen Volkspartei, seit 2011 ist er Wirtschaftssprecher. Darüber hinaus ist er seit 2008 der stellvertretende Klubobmann der ÖVP im Parlament. Von 2008 bis Ende 2017 war er Generalsekretär des Österreichischen Wirtschaftsbundes.
Im Juli 2019 folgte er Angelika Winzig als Budgetsprecher im ÖVP-Parlamentsklub nach. Zu Beginn der XXVIII. Gesetzgebungsperiode wurde er von der ÖVP für das Amt des Zweiten Nationalratspräsidenten nominiert.

## Sport
Peter Haubner war ab 2002 Vizepräsident und ab 2008 Präsident der Sportunion. In dieser Funktion folgte ihm 2014 Hartwig Löger nach. Von 2005 bis 2018 war er zudem Präsident der Union Salzburg Leichtathletik.